# Takatsukasa Fusasuke
Takatsukasa Fusasuke (鷹司 房輔 1637 – 1700?) fue un kuge (cortesano) que actuó de regente durante la era Edo. Fue hijo de Takatsukasa Norihira.
Ocupó la posición de sesshō del Emperador Reigen entre 1664 y 1668 y kanpaku del Emperador Reigen entre 1668 y 1682.
Contrajo matrimonio con una hija del segundo líder del Chōshū han Mōri Hidenari. Sus hijos fueron Takatsukasa Kanehiro y Takatsukasa Sukenobu.